# Struthidea
Struthidea là một chi chim trong họ Corcoracidae.